# Mistrzostwa Europy w Szermierce 1993
Mistrzostwa Europy w Szermierce 1993 – 6. edycja mistrzostw odbyła się w austriackim mieście Linz w 1993 roku.

## Klasyfikacja medalowa
| Lp. | Państwo    | złoto | srebro | brąz | Razem |
| --- | ---------- | ----- | ------ | ---- | ----- |
| 1   | Niemcy     | 3     | 2      | 4    | 9     |
| 2   | Włochy     | 1     | –      | 2    | 3     |
| 3   | Austria    | 1     | –      | –    | 1     |
| 4   | Węgry      | –     | 2      | 1    | 3     |
| 5   | Szwajcaria | –     | 1      | –    | 1     |
| 6   | Rumunia    | –     | –      | 2    | 2     |
| 7   | Francja    | –     | –      | 1    | 1     |

## Medaliści

### Mężczyźni
| Złoto            | Srebro           | Brąz                                  |
| Floret           |                  |                                       |
| Joachim Wendt    | Uwe Römer        | Ingo Weißenborn Thorsten Weidner      |
| Szpada           |                  |                                       |
| Patrick Draenert | Mariusz Strzałka | Gábor Totola Jean-François Di Martino |
| Szabla           |                  |                                       |
| Felix Becker     | Csaba Köves      | Steffen Wiesinger Florin Lupeică      |

### Kobiety
| Złoto                | Srebro           | Brąz                          |
| Floret               |                  |                               |
| Anja Fichtel-Mauritz | Zsuzsanna Jánosi | Valentina Vezzali Laura Badea |
| Szpada               |                  |                               |
| Roberta Giussani     | Gianna Bürki     | Eva-Maria Ittner Elisa Uga    |